# Бренер
 Тази статия е за алпийския проход.  За общината в Северна Италия вижте Бренеро.  
Бренер (на немски: Brenner; на италиански: Brennero), понякога се среща и като Брунер, е най-известният алпийски проход в Източните Алпи, свързващ Австрия и Италия, съответно и провинциите Тирол и Южен Тирол.
Етимологията не е ясна, но се предполага, че идва от ретороманската народност бруни или брени, обитавала през античността района.
Представлява сравнително нисък проход с надморска височина до 1374 m на главното било на Алпите в централната им част, което го прави изключително удобен трансалпийски маршрут.
Това е най-често използваната пътна връзка между Австрия, Южна Германия (и въобще Средна Европа) с Италия, като също така има важно стратегическо значение още от древността. За разлика от Швейцария тук главната пътна артерия не е железопътна линия, а автомагистрала, по която товарите се превозват с камиони.
Строителството на пътя е предложено през 1957 г. Проектът е реализиран 1960 г. През 1963 г. е открит мост Европа.